# Lilium pomponium
Lilium pomponium é uma espécie de planta com flor, pertencente à família Liliaceae.
A planta é nativa dos Alpes Marítimos no Sul da França e Norte da Itália. O lírio alcança a altura de 40–50 cm

## Bibliografia

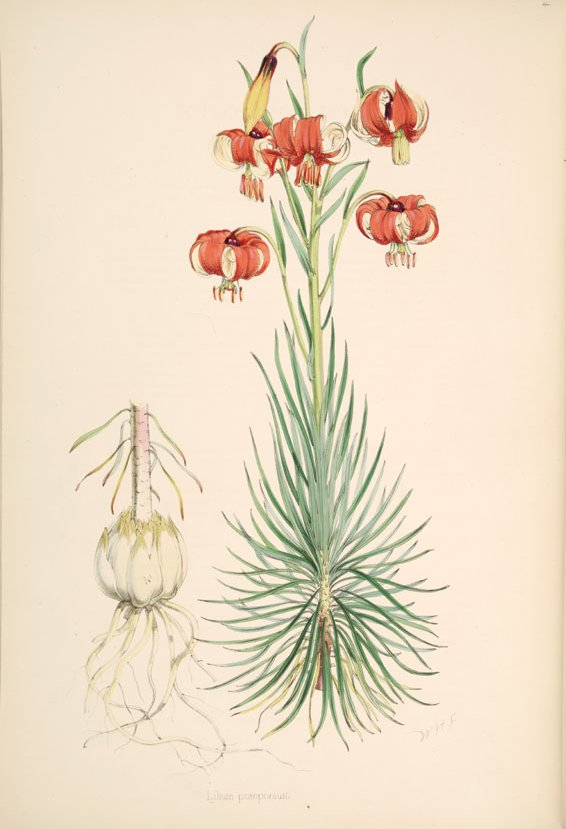
Lilium pomponium ilustração de Walter Hood Fitch (1817 - 1892).